# Copa del Generalísimo 1973/74
Die Copa del Generalísimo 1973/74 war die 70. Austragung des spanischen Fußballpokalwettbewerbes, der heute unter dem Namen Copa del Rey stattfindet.
Der Wettbewerb startete am 26. September 1973 und endete mit dem Finale am 29. Juni 1974 im Estadio Vicente Calderón in Madrid. Die Anwendung der Auswärtstorregel wurde in dieser Pokalsaison wieder abgeschafft. Titelverteidiger des Pokalwettbewerbes war Atlético Bilbao. Den Titel gewann Real Madrid durch einen 4:0-Erfolg im Finale gegen den FC Barcelona. Damit qualifizierten sich die Madrilenen für den Europapokal der Pokalsieger 1974/75.

## Erste Runde
Die Hinspiele wurden am 26. und 27. September sowie am 2., 3. und 11. Oktober, die Rückspiele am 10., 11., 12., 20 und 21. Oktober 1973 ausgetragen.
|                       | Gesamt        |                           | Hinspiel | Rückspiel |
| --------------------- | ------------- | ------------------------- | -------- | --------- |
| CD Baskonia           | 3:4           | Deportivo Alavés          | 2:2      | 1:2       |
| SD Eibar              | 1:2           | SD Erandio Club           | 0:0      | 1:2       |
| Sestao SC             | 1:3           | CD Logroñés               | 0:1      | 1:2       |
| CD Mirandés           | 1:0           | Bilbao Atlético           | 1:0      | 0:0       |
| Zamora CF             | 1:3           | FC Palencia               | 1:0      | 0:3       |
| Atlético Madrileño    | 5:3           | CD Valdepeñas             | 4:1      | 1:2       |
| Calvo Sotelo CF       | 2:2 5:4 i. E. | CD Getafe                 | 2:0      | 0:2       |
| Racing de Ferrol      | 7:3           | CD Lugo                   | 5:1      | 2:2       |
| Cultural Leonesa      | 2:1           | SD Ponferradina           | 2:0      | 0:1       |
| Real Avilés           | 1:3           | Caudal Deportivo          | 0:1      | 1:2       |
| UP Langreo            | 3:1           | UD Gijón Industrial       | 3:1      | 0:0       |
| CD Rayo Cantabria     | 2:1           | Gimnástica de Torrelavega | 2:1      | 0:0       |
| CA Osasuna Promesas   | 2:1           | CD Peña Sport             | 1:0      | 1:1       |
| CD Salmantino         | 1:2           | Castilla CF               | 1:0      | 0:2       |
| CD Tudelano           | 4:1           | UD Barbastro              | 4:0      | 0:1       |
| CD Guadalajara        | 0:5           | CD Colonia Moscardó       | 0:2      | 0:3       |
| CD Pegaso             | 4:5           | CD Carabanchel            | 1:3      | 3:2       |
| CD Atlético Ciudadela | 5:5 3:5 i. E. | CD Menorca                | 3:2      | 2:3       |
| SD Ibiza              | 2:2           | CD Manacor                | 0:0      | 2:2       |
| CP Cacereño           | 1:1 5:4 i. E. | CD Badajoz                | 1:0      | 0:1       |
| CD San Fernando       | 1:2           | Recreativo Huelva         | 1:0      | 0:2       |
| Real Linense          | 2:2 3:2 i. E. | RC Portuense              | 1:0      | 1:2       |
| Atlético Ceuta        | 13:2          | Melilla Industrial CF     | 10:1     | 3:1       |
| Melilla CF            | 4:2           | CD O’Donnell              | 3:1      | 1:1       |
| AD Almería            | 3:2           | CA Marbella               | 3:2      | 0:0       |
| Deportivo Xerez       | 2:3           | Real Jaén                 | 2:0      | 0:3       |
| Club Lemos            | 1:3           | FC Pontevedra             | 1:1      | 0:2       |
| CD Cartagena          | 3:2           | Orihuela Deportivo CF     | 2:1      | 1:1       |
| AD Hellín             | 2:3           | CD Eldense                | 1:1      | 1:2       |
| CD Alcoyano           | 5:1           | CD Olímpico               | 4:1      | 1:0       |
| UD Alcira             | 2:1           | Ontinyent CF              | 2:0      | 0:1       |
| FC Villarreal         | 3:1           | Vinaroz CF                | 2:1      | 1:0       |
| CD Europa             | 2:5           | CD Tortosa                | 2:1      | 0:4       |
| UD Lérida             | 3:0           | FC Girona                 | 2:0      | 1:0       |
| CF Gandía             | 3:1           | CD Mestalla               | 2:0      | 1:1       |
| FC Terrassa           | 0:1           | FC Barcelona Atlètic      | 0:0      | 0:1       |

- Freilose: CD Guecho, CF Calella, UD Mahón und CD Ensidesa.

## Zweite Runde
Die Hinspiele wurden am 21. und 31. Oktober sowie am 1. und 14. November, die Rückspiele am 1., 14. und 21. November 1973 ausgetragen.
|                    | Gesamt        |                      | Hinspiel | Rückspiel |
| ------------------ | ------------- | -------------------- | -------- | --------- |
| CD Carabanchel     | 1:2           | Castilla CF          | 0:0      | 1:2       |
| FC Villarreal      | 3:1           | UD Alcira            | 2:0      | 1:1       |
| CD Guecho          | 2:0           | CA Osasuna Promesas  | 2:0      | 0:0       |
| CD Logroñés        | 2:2 5:2 i. E. | CD Mirandés          | 2:0      | 0:2       |
| Cultural Leonesa   | 5:2           | FC Palencia          | 2:0      | 3:2       |
| Atlético Madrileño | 3:1           | Calvo Sotelo CF      | 0:0      | 3:1       |
| CF Gandía          | 1:5           | CD Cartagena         | 1:0      | 0:5       |
| CD Eldense         | 0:2           | CD Alcoyano          | 0:0      | 0:2       |
| Deportivo Alavés   | 1:3           | SD Erandio Club      | 1:1      | 0:2       |
| Racing de Ferrol   | 4:3           | FC Pontevedra        | 2:1      | 2:2       |
| CD Tudelano        | 2:3           | UD Lérida            | 1:1      | 1:2       |
| CP Cacereño        | 1:2           | CD Colonia Moscardó  | 1:1      | 0:1       |
| CD Tortosa         | 2:5           | CF Calella           | 2:2      | 0:3       |
| CD Manacor         | 1:2           | FC Barcelona Atlètic | 0:1      | 1:1       |
| CD Menorca         | 2:5           | UD Mahón             | 1:1      | 1:4       |
| Real Jaén          | 0:3           | Recreativo Huelva    | 0:2      | 0:1       |
| Real Linense       | 2:4           | Atlético Ceuta       | 0:1      | 2:3       |
| Melilla CF         | 3:5           | AD Almería           | 2:2      | 1:3       |
| CD Rayo Cantabria  | 0:2           | UP Langreo           | 0:0      | 0:2       |
| Caudal Deportivo   | 1:2           | CD Ensidesa          | 1:1      | 0:1       |

## Dritte Runde
Die Hinspiele wurden am 27. November sowie am 5. und 13. Dezember, die Rückspiele am 19., 20. und 26. Dezember 1973 ausgetragen.
|                      | Gesamt        |                     | Hinspiel | Rückspiel |
| -------------------- | ------------- | ------------------- | -------- | --------- |
| Atlético Madrileño   | 1:2           | CD San Andrés       | 1:0      | 0:2       |
| FC Barcelona Atlètic | 5:5 5:4 i. E. | CD Ourense          | 2:2      | 3:3       |
| FC Burgos            | 3:2           | CD Ensidesa         | 1:1      | 2:1       |
| FC Cádiz             | 1:3           | CD Colonia Moscardó | 1:1      | 0:2       |
| Castilla CF          | 1:3           | FC Barakaldo        | 0:1      | 1:2       |
| FC Córdoba           | 5:3           | Atlético Ceuta      | 4:2      | 1:1       |
| SD Erandio Club      | 2:4           | FC Sevilla          | 1:2      | 1:2       |
| CD Guecho            | 4:3           | RCD Mallorca        | 3:0      | 1:3       |
| Hércules Alicante    | 3:1           | CD Logroñés         | 2:0      | 1:1       |
| Recreativo Huelva    | 0:1           | CD Sabadell         | 0:0      | 0:1       |
| UP Langreo           | 4:3           | CA Osasuna          | 3:1      | 1:2       |
| Cultural Leonesa     | 3:3 1:3 i. E. | Deportivo La Coruña | 2:1      | 1:2       |
| Levante UD           | 1:1 4:2 i. E. | CD Cartagena        | 1:1      | 0:0       |
| Linares CF           | 0:2           | AD Almería          | 0:1      | 0:1       |
| UD Mahón             | 1:2           | AD Almería          | 1:1      | 0:1       |
| Racing de Ferrol     | 1:1 3:4 i. E. | Rayo Vallecano      | 1:1      | 0:0       |
| UD Salamanca         | 4:1           | CD Alcoyano         | 3:0      | 1:1       |
| CD Teneriffa         | 8:2           | UD Lérida           | 4:0      | 4:2       |
| Real Valladolid      | 2:3           | CF Calella          | 2:0      | 0:3       |
| FC Villarreal        | 1:4           | Betis Sevilla       | 1:2      | 0:2       |

## Vierte Runde
Die Hinspiele wurden am 1., 2., 3., 8. und 9. Januar, die Rückspiele am 16. und 23. Januar 1973 ausgetragen.
|                     | Gesamt        |                         | Hinspiel | Rückspiel |
| ------------------- | ------------- | ----------------------- | -------- | --------- |
| AD Almería          | 3:5           | Real Oviedo             | 2:1      | 1:4       |
| FC Barakaldo        | 2:5           | UD Las Palmas           | 1:0      | 1:5       |
| CF Calella          | 1:2           | Atlético Bilbao         | 1:0      | 0:2       |
| Celta Vigo          | 3:1           | CD Guecho               | 2:0      | 1:1       |
| FC Córdoba          | 3:4           | CD Teneriffa            | 3:0      | 0:4       |
| Deportivo La Coruña | 0:6           | Racing Santander        | 0:3      | 0:3       |
| FC Elche            | 3:2           | UD Salamanca            | 2:1      | 1:1       |
| FC Granada          | 5:4           | FC Burgos               | 5:1      | 0:3       |
| Hércules Alicante   | 2:3           | Rayo Vallecano          | 0:1      | 2:2       |
| UP Langreo          | 0:3           | Betis Sevilla           | 0:1      | 0:2       |
| Levante UD          | 5:4           | FC Barcelona Atlètic    | 5:1      | 0:3       |
| CD Málaga           | 1:1 4:3 i. E. | FC Sevilla              | 0:0      | 1:1       |
| CD Colonia Moscardó | 3:5           | Real Murcia             | 2:2      | 1:3       |
| CD San Andrés       | 4:2           | Gimnástico de Tarragona | 4:1      | 0:1       |

- Freilose: CD Sabadell und Real Gijón.

## Fünfte Runde
Die Hinspiele wurden am 30. Januar, die Rückspiele am 27. März und 3. April 1974 ausgetragen.
|                  | Gesamt        |                | Hinspiel | Rückspiel |
| ---------------- | ------------- | -------------- | -------- | --------- |
| Atlético Bilbao  | 1:3           | Real Murcia    | 1:0      | 0:3       |
| Celta Vigo       | 1:2           | Rayo Vallecano | 1:0      | 0:2       |
| Levante UD       | 2:6           | FC Granada     | 2:1      | 0:5       |
| CD Málaga        | 1:1 3:4 i. E. | Real Oviedo    | 0:0      | 1:1       |
| Racing Santander | 0:2           | CD Sabadell    | 0:0      | 0:2       |
| CD San Andrés    | 5:0           | FC Elche       | 4:0      | 1:0       |
| Real Gijón       | 4:4 3:4 i. E. | UD Las Palmas  | 3:2      | 1:2       |
| CD Teneriffa     | 1:3           | Betis Sevilla  | 1:1      | 0:2       |

## Achtelfinale
Die Hinspiele wurden am 25., 26. und 29. Mai, die Rückspiele am 1., 2. und 3. Juni 1974 ausgetragen.
|                 | Gesamt |                | Hinspiel | Rückspiel |
| --------------- | ------ | -------------- | -------- | --------- |
| Atlético Madrid | 6:1    | CD Sabadell    | 3:1      | 3:0       |
| Betis Sevilla   | 2:8    | Real Madrid    | 1:1      | 1:7       |
| FC Granada      | 2:1    | CD Castellón   | 2:1      | 0:0       |
| UD Las Palmas   | 3:2    | Real Sociedad  | 1:0      | 2:0       |
| Real Murcia     | 5:8    | Real Saragossa | 3:1      | 2:7       |
| Real Oviedo     | 3:7    | FC Barcelona   | 2:3      | 1:4       |
| CD San Andrés   | 1:3    | RCD Español    | 1:2      | 0:1       |
| FC Valencia     | 6:1    | Rayo Vallecano | 3:1      | 3:0       |

## Viertelfinale
Die Hinspiele wurden am 8. Juni, die Rückspiele am 12. Juni 1974 ausgetragen.
|                 | Gesamt |                | Hinspiel | Rückspiel |
| --------------- | ------ | -------------- | -------- | --------- |
| Atlético Madrid | 3:2    | Real Saragossa | 2:0      | 1:2       |
| RCD Español     | 1:3    | FC Barcelona   | 1:1      | 0:2       |
| FC Granada      | 3:7    | Real Madrid    | 0:0      | 3:7       |
| FC Valencia     | 0:2    | UD Las Palmas  | 0:0      | 0:2       |

## Halbfinale
Die Hinspiele wurden am 16. und 17. Juni, die Rückspiele am 22. und 24. Juni 1974 ausgetragen.
|              | Gesamt |                 | Hinspiel | Rückspiel |
| ------------ | ------ | --------------- | -------- | --------- |
| FC Barcelona | 3:2    | Atlético Madrid | 1:1      | 2:1       |
| Real Madrid  | 7:1    | UD Las Palmas   | 5:0      | 2:1       |

## Finale
Das Finale des Wettbewerbs fand während der Austragung der Weltmeisterschaft 1974 statt. Da sich Spanien nicht für das Turnier qualifiziert hatte, konnten die meisten Spieler von Real Madrid und dem CF Barcelona am Pokalendspiel teilnehmen. Nationalspieler anderer Nationen, darunter Günter Netzer und Johan Cruyff, sowie Barça-Trainer Rinus Michels, der die niederländische Nationalmannschaft betreute, mussten auf ihre Teilnahme hingegen verzichten.
| Real Madrid                                        | Real Madrid | FC Barcelona | FC Barcelona |
| -------------------------------------------------- | --- | --- | ------------ |
| Real Madrid                                        | \| 29. Juni 1974 in Madrid (Estadio Vicente Calderón) \| \| Ergebnis: 4:0 (1:0) \| \| Zuschauer: 48.000 \| \| Schiedsrichter: Antonio Sánchez Ríos \|                                                                                | \| 29. Juni 1974 in Madrid (Estadio Vicente Calderón) \| \| Ergebnis: 4:0 (1:0) \| \| Zuschauer: 48.000 \| \| Schiedsrichter: Antonio Sánchez Ríos \|                                                             | FC Barcelona |
| Real Madrid                                        | Miguel Ángel – José Luis (84. Juan Carlos Touriño), Gregorio Benito, Benito Rubiñán – Ramón Grosso (84. Ignacio Zoco), Pirri – Ico Aguilar, Vicente del Bosque, Santillana, Manuel Velázquez, José Macanás Cheftrainer: Luis Molowny | Salvador Sadurní – Joaquim Rifé, Gallego, Antonio de la Cruz – Juan Carlos, Quique Costas – Carles Rexach, Juanito, Manuel Clares, Juan Manuel Asensi (56. Narcís Martí Filosia), Marcial Pina Cheftrainer: Rodrí | FC Barcelona |
| Real Madrid                                        | 1:0 Santillana (5.) 2:0 Benito Rubiñán (46.) 3:0 Ico Aguilar (50.) 4:0 Pirri (83.) | | FC Barcelona |
| Real Madrid                                        | Gregorio Benito (51.), Vicente del Bosque (71.) | Quique Costas (40.), Gallego (44.), Juanito (53.) | FC Barcelona |
| 29. Juni 1974 in Madrid (Estadio Vicente Calderón) | | |              |
| Ergebnis: 4:0 (1:0)                                | | |              |
| Zuschauer: 48.000                                  | | |              |
| Schiedsrichter: Antonio Sánchez Ríos               | | |              |